# 宮川正 (経産官僚)
宮川 正（みやがわ ただし、1958年10月21日 - ）は、日本の経産官僚。

## 人物
東京都立西高等学校を経て、東京大学経済学部卒業。

## 略歴
- 1982年4月：通商産業省入省 工業技術院総務部総務課。
- 1983年11月：資源エネルギー庁公益事業部計画課[2]。
- 1986年5月：産業政策局産業資金課[2]。
- 1988年1月：総務庁臨時行政改革推進審議会事務局[2]。
- 1988年7月：米国留学（ジョンズ・ホプキンズ大学高等国際研究学院）[2]。
- 1989年5月：長崎県経済部企業振興課長。
- 1991年5月：機械情報産業局電気機器課。
- 1993年6月：通商政策局欧州アフリカ中東課。
- 1995年5月：基礎産業局総務課。
- 1996年6月：中小企業庁総務課。
- 1997年6月：在ヴァンクーヴァー総領事館領事。
- 2000年8月：大臣官房参事官（国会担当）。
- 2001年1月：経済産業省大臣官房参事官（国会担当）。
- 2001年7月：大臣官房参事官（企画担当） 兼 主任防災担当官。
- 2002年1月：内閣府総合規制改革会議事務室長。
- 2006年4月：資源エネルギー庁電力・ガス事業部政策課長 兼 電力・ガス事業部政策課熱供給産業室長。
- 2007年7月：経済産業政策局経済産業政策課長。
- 2010年7月：大臣官房審議官（政策総合調整担当） 兼 中小企業庁次長。
- 2012年4月：関東経済産業局長。
- 2013年6月：製造産業局長。
- 2014年7月：退官。
- 2015年1月：大阪ガス株式会社入社[3]。
- 2015年4月：大阪ガス株式会社常務執行役員。
- 2018年4月：大阪ガス代表取締役副社長。
- 2024年4月：中小企業基盤整備機構理事長[4]。